# Kingsley Ben-Adir
Kingsley Ben-Adir, född 20 november 1986 i London, är en brittisk skådespelare.
Kingsley Ben-Adir har bland annat medverkat i TV-serien Secret Invasion från 2023. Han har även medverkat i filmerna Barbie från 2023 och Bob Marley: One Love där han spelar Bob Marley.

## Filmografi (i urval)
- 2014–2018 – Ett fall för Vera (TV-serie)
- 2017–2019 – Peaky Blinders (TV-serie)
- 2012 – Noelle: Jultomtens dotter
- 2018 – The Commuter
- 2020 – Love Life (TV-serie)
- 2023 – Secret Invasion (TV-serie)
- 2023 – Barbie
- 2024 – Bob Marley: One Love